# Petar Palić
Petar Palić (Pristina, 3 luglio 1972) è un vescovo cattolico kosovaro di etnia croata, dall'11 luglio 2020 vescovo di Mostar-Duvno ed amministratore apostolico di Trebigne e Marcana.

## Biografia
È nato a Pristina (l'attuale capitale del Kosovo, al tempo parte della Jugoslavia) da una famiglia croata. Il padre Anton e la madre Zora, nata Gucić, provenivano da Janjevo, una località del Kosovo orientale. Al tempo della sua nascita, la famiglia abitava ad Hajvalia, vicino a Pristina. Nel 1978 tornarono a vivere a Janjevo. È il primo di cinque figli maschi. Ha frequentato la scuola elementare dal 1978 al 1986, per poi entrare in un seminario di Skopje (la capitale dell'attuale Macedonia del Nord) fino al 1988 quando si spostò ad un seminario di Subotica (odierna Serbia), diplomandosi poi nel 1990. Nel 1995 si è laureato presso la Facoltà di Teologia Cattolica dell'Università di Zagabria. Il padre era morto un anno prima, nel 1994. Si è trasferito con la madre a Zagabria, capitale della Croazia, dove vivevano già i suoi fratelli.

### Presbiterato
È stato ordinato sacerdote il 1º giugno 1996 a Granešina (vicino a Zagabria) per la diocesi di Ragusa di Dalmazia. Il suo motto sacerdotale era una citazione dal Salmo 22:
(Salmo 22,4)
Dopo l'ordinazione è stato per breve tempo un professore di religione di scuola superiore, ricoprendo poi alcuni ruoli pastorali della Diocesi. Dal 1996 al 2005 è stato direttore dell'Ufficio catechistico della diocesi. Contemporaneamente è stato segretario personale del vescovo dal 1995 al 2005. Dal 1999 al 2017 è stato direttore dell'Istituto per il mantenimento del clero e di altri ufficiali ecclesiastici.
Il vescovo Želimir Puljić lo ha inviato a studiare Teologia morale all'Università di Graz, in Austria. Qui ha conseguito un dottorato con la tesi: Per la cultura della vita: l'impegno dal 1995 al 2005 della Chiesa in Croazia a favore della cultura della vita, basata sull'enciclica Evangelium Vitae. Nel corso di questi studi, Egon Kapellari, vescovo di Graz-Seckau gli ha affidato la parrocchia di Dobl, di cui è diventato vicario fino al 2008.
Nel 2009 il vescovo di Ragusa gli ha permesso di studiare al Pontificio Collegio Croato di San Girolamo per apprendere l'italiano.
Tra il 2009 e il 2011 è stato vicario del vescovo per la cura pastorale e successivamente ne è diventato vicario generale dal 2011 al 2017. Il 25 gennaio 2017 è stato eletto segretario generale della Conferenza dei Vescovi della Croazia.

### Episcopato
Il 9 marzo 2018 papa Francesco lo ha nominato vescovo della diocesi di Lesina. Il 30 aprile 2018 ha ricevuto la consacrazione episcopale dall'arcivescovo Želimir Puljić nella cattedrale di Hvar.
L'11 luglio 2020 lo stesso papa lo ha nominato vescovo della diocesi di Mostar-Duvno ed amministratore apostolico della diocesi di Trebigne e Marcana.
Dal 22 marzo 2022 è vicepresidente della Conferenza episcopale di Bosnia ed Erzegovina.
Oltre al croato parla altre cinque lingue: l'inglese, il tedesco, l'italiano, il macedone, il russo.

## Genealogia episcopale e successione apostolica
La genealogia episcopale è:
- Cardinale Scipione Rebiba
- Cardinale Giulio Antonio Santori
- Cardinale Girolamo Bernerio, O.P.
- Arcivescovo Galeazzo Sanvitale
- Cardinale Ludovico Ludovisi
- Cardinale Luigi Caetani
- Cardinale Ulderico Carpegna
- Cardinale Paluzzo Paluzzi Altieri degli Albertoni
- Papa Benedetto XIII
- Papa Benedetto XIV
- Papa Clemente XIII
- Cardinale Bernardino Giraud
- Cardinale Alessandro Mattei
- Cardinale Pietro Francesco Galleffi
- Cardinale Giacomo Filippo Fransoni
- Cardinale Carlo Sacconi
- Cardinale Edward Henry Howard
- Cardinale Mariano Rampolla del Tindaro
- Cardinale Rafael Merry del Val
- Arcivescovo Anton Bauer
- Arcivescovo Josip Antun Ujčić
- Cardinale Franjo Šeper
- Cardinale Franjo Kuharić
- Arcivescovo Želimir Puljić
- Vescovo Petar Palić

La successione apostolica è:
- Vescovo Roko Glasnović (2022)